# Trader (film)
Pour plus de détails, voir Fiche technique et Distribution.
Trader (Rogue Trader, opérateur de marché rebelle en français) est un film dramatique britannique réalisé par James Dearden en 1999, d'après l'histoire de Nick Leeson et la banqueroute de la banque Barings.
Le film se déroule dans le Londres des années 1990. L'ambition d'un jeune loup aux dents trop longues provoque un désastre financier inédit dans l'histoire de la bourse.

## Synopsis
Nick Leeson, issu de conditions modestes, débute dans la banque Barings. Au départ employé de bureau, il est envoyé à Jakarta pour sauver des actifs sans valeur. Il y rencontre Lisa, qu'il épouse. Étant donné ses succès en Indonésie, il est envoyé à Singapour où il embauche quatre nouveaux employés afin de jouer sur les marchés du SIMEX et du NIKKEI. Lui et ses associés dédient un compte, le numéro 88888, (le nombre 8 est un nombre porte-bonheur dans la culture chinoise) aux pertes. 
Alors que ses performances sont remarquées jusqu'à Londres, il prend des risques et a besoin de faire venir de l'argent pour réaliser des appels de marge suffisamment élevés. Sa vie de famille et sa santé se dégradent, alors qu'il travaille de plus en plus longtemps. Afin de cacher un transfert de fonds douteux, il effectue un faux en écriture. Sa femme désirant rentrer en Angleterre, il prévoit de rentrer le 25 février, jour où il doit recevoir une prime exceptionnelle. Cependant, le séisme de 1995 à Kobe provoque une baisse brutale du NIKKEI. Devant les pertes que cela engendrerait, il met énormément d'argent pour maintenir le cours de la bourse, qui s'effondre finalement la veille de son départ. Il s'aperçoit lors de son retour que sa tête fait la une des journaux et qu'il a provoqué la faillite de la banque. Le film se conclut par son arrestation par la police à l'aéroport de Francfort.

## Fiche technique
- Musique : Richard Hartley
- Montage : Catherine Creed
- Production : Janette Day, James Dearden et Paul Raphael
- Distribution : Pathé ()
- Budget : 12,8 millions $
- Pays d'origine :  Royaume-Uni
- Langue : Anglais
- Durée : 101 minutes

## Distribution
- Ewan McGregor (V. F. : Bruno Choël) : Nick Leeson
- Anna Friel : Lisa Leeson
- Yves Beneyton (V. F. : lui-même) : Pierre Beaumarchais
- Betsy Brantley (V. F. : Céline Monsarrat) : Brenda Granger
- Lee Ross (V. F. : Alexandre Gillet) : Danny Argyropoulos
- Stephen Shepherd (V. F. : Pierre Laurent) : Peter Norris
- John Standing (V. F. : Michel Le Royer) : Peter Baring
- Pip Torrens (V. F. : Pierre Dourlens) : Simon Jones
- Tom Wu (V. F. : Bertrand Liebert) : George Seow
- Daniel York (V. F. : Cédric Dumond) : Henry Tan
- Alexis Denisof (V. F. : Pierre Tessier) : Fernando Gueller
- Michael Garner (V. F. : Michel Ruhl) : Alec Sims
- Gaurav Kripalani (V. F. : Patrick Borg) : Aloysius
- Tim McInnerny : Tony Hawes
- Nigel Lindsay : Ron Baker
- Ramon Tikaram : Darren Pearson
- Peter Quince (V. F. : Richard Leblond) : le père de Nick

Source et légende : Version française (V. F.) sur Voxofilm

## Autour du film
- La Société générale y est citée comme concurrent sérieux par Nick Leeson.